# Оранієнбаумський плацдарм
Оранієнбаумський плацдарм (інші назви — Лебяжинська республіка, Мала земля, Оранієнбаумський п'ятачок, Приморський плацдарм, Таменгонтська республіка) — місцевість на південному узбережжі Фінської затоки, котра була відрізаною від головних радянських сил в часі нацистсько-радянської війни та відігравала свою роль при обороні Ленінграду. У німецьких джерелах називається Оранієнбаумським котлом.

Лінія фронту на 9 вересня 1941 року

Із заходу Оранієнбаумський плацдарм обмежувався селом Керново, зі сходу — водами Фінської затоки, з півночі — Старим Петергофом, простягаючись на кілька десятків кілометрів по узбережжю до півдня; центр плацдарму припадав на Красна Горка. Плацдарм мав 65 кілометрів по фронту та вглиб до 25 км. Сама західна точка плацдарму — на річці Воронка — була найзахіднішим місцем СРСР, котре не зайняли сили Вермахту.

## 1941
У вересні 1941 нацистські війська виходять з півдня на узбережжя Фінської затоки поблизу Стрєльни та займають Новий Петергоф й узбережжя шириною в 4-5 кілометрів. На ділянці від Копорської губи до Старого Петергофа 4 нацистські піхотні дивізії притисли до морського узбережжя західніше Ленінграда 7 стрілецьких дивізій та 2 бригади моської піхоти й частину артилерії 8-ї армії.
7 вересня 1941 року підрозділи радянської 8-ї армії — 11-та, 118-та, 191-ша, 281-ша стрілецькі дивізії, 1-ша гвардійська та 2-га дивізії народного ополчення, разом із 2-ю та 5-ю бригадою морської піхоти Балтійського флоту за підтримки флотської берегової й корабельної артилерії зупинили наступ нацистських військ на Ленінград по лінії Керново — Лубаново — Терентьєво — Велике Горлово — Порзолово — Петергоф, створюється стійка оборона в Оранієнбаумському котлі, 8 вересня нацистські сили займають Шліссельбург.
9 вересня починається наступ німецької танкової групи — 1-ша, 6-та й 8-ма танкові дивізії та піхотні частини 18-ї армії, було зайнято Ропшу, а 12 вересня — Красне Село.
13 вересня до командування Ленінградським фронтом приступає Георгій Жуков, котрий вимагає здійснювати контратаки любими засобами та силами, незважаючи на втрати.
Тим часом німецькі сили 15 вересня захоплюють Урицьк, а 16-го вибивають радянські частини із поселення Володарський; таким чином і утворився Оранієнбаумський котел.
19 вересня здійснювалися спроби контратак частинами різного підпорядкування, підрозділи 191-ї стрілецької дивізії вийшли на окраїну села Липиці, 118-ї — на околицю Ропші.
Станом на 23 вересня обриси Оранієнбаумського плацдарму приймають постійний вигляд.
Протягом 5-го — 10 жовтня здійснювалися спроби відновити зустрічним ударом пряме сполучення з Ленінградом силами 8-ї та 42-ї армії під час Стрєльнинсько-Петергофської операції, однак без успіхів — Стрєльнинський, Петергофський та десант на Пішмаш.
В кінці жовтня приймається рішення про виведення з оточення головних сил 8-ї армії — 38 000 військових, 1700 автомобілів, 309 гармат, були переправлені морем до Ленінграду, ці війська мали брати участь у прориві блокади зі східного напрямку.
2 листопада 1941 після відведення з плацдарму сил 8-ї армії для його утримання створюється Приморська оперативна база фронту на основі управління 19-го стрілецького корпусу (командувач — генерал Андрій Астанін). До складу Оперативної бази входили:
- 48-ма стрілецька дивізія (з жовтня 1941 командував генерал Опанас Сафонов),
- 2-га та 5-та бригади морської піхоти,
- об'єднана школа берегової та протиповітряної оборони Балтійського флоту,
- окремі частини.

Для посилення з Ленінграду, Кронштадту та островів Фінської затоки було на плацдарм доставлено 14000 військових, під час одного з таких рейсів на міні підірвався есмінець «Гордий», 13 моряків з командиром, капітаном 3-го рангу, Євгеном Єфетом.
Згодом на плацдарм були переведені 98-ма та 168-ма стрілецькі дивізії і інші частини.
З лютого залізничники забезпечували проходження 2 бронепоїздів — «Балтієць» та «За Батьківщину», котрі обстрілювали нацистські позиції біля Мартишкіно.

## 1942
Станом на січень 1942 року на плацдармі знаходилося 19000 червоноармійців, проти них нацисти зосередили 3-4 дивізії 18-ї армії — до 50000 військових.
Балтійський флот здійснював перевезення вантажів та військ і вогневу підтримку сухопутних частин на плацдармі вогнем берегової й корабельної артилерії.

## 1943
Силами на плацдармі з грудня 1942-го по грудень 1943-го року командував генерал Володимир Романовський, по ньому до ліквідації плацдарму — генерал Іван Федюнінський, котрий керував наступальною операцією задля прориву нацистської оборони та було зайнято Гостіліци, Красне Село, Ропша й забезпечено подальше просування сил Червоної армії.
Восени 1943 морем на плацдарм було перекинуто 2-гу ударну армію, проводиться підготовка до удару по 6 нацистських дивізіях.

## 1944
Утримувався Оранієнбаумський плацдарм до початку наступу і злучення радянських військ в середині січня 1944 року — 14 січня звідти почалася операція «Січневий грім» («Нева-2»).
Значення плацдарму полягало у збереженні контролю радянськими силами над частиною акваторії Фінської затоки, котра прилягала до Ленінграда; наявність на ньому збройних сил створювала певну напруженість у німецькому тилу, також було збережено історичну спадщину Оранієнбауму.

## Вшанування
27 захисників Оранієнбаумського плацдарму отримали звання Героя СРСР, серед них —
- сержант Вересов Віктор Іванович,
- старший сержант Скурідін Іван Купріянович,
- старший лейтенант Спірін Олександр Іванович,
- кулеметник Тіпанов Олександр Федорович.

1973 року було врочисто відкрито меморіал «Мала Піскарьовка», де було перепоховано понад 5000 померлих червоноармійців та містян, що загинули в часі війни, відомі імена 3746 дюдей.
На вшанування вояків плацдарму та цивільного населення на території колишнього «Оранієнбаумського п'ятачка» стоворено цілий ряд пам'ятників, значна частка яких входить до складу меморіального комплексу Зелений пояс Слави з ініціативи Михайла Дудіна. Це, зокрема,
- Приморський меморіальний комплекс, знаходиться у Старому Петергофі поблизу Петродворцового годинникового заводу,
- меморіал «Атака», Гостіліцьке шосе,
- меморіал «Якір», Гостіліцьке шосе,
- меморіал «Січневий грім», на місці початку Красносільсько-Ропшинської операції, Гостіліцьке шосе, урочище Порожки,
- «Гостілицький» — меморіал в Гостіліцях — братська могила 3185 бійців, 4 з них — Герої СРСР,
- меморіал «Дальній рубіж» — біля села Лопухинка Ломоносовського району,
- «Берег мужніх» — на узбережжі Фінської затоки поблизу Керново.

Також є ціла шеренга меморіалів та пам'ятників окрім «Зеленого поясу Слави»:
- «Мартишкінський меморіал» — Мартишкіно, район міста Ломоносов — на місці братської могили, серед похованих — 2 Герої СРСР,
- «105,3» — на горі Колокольній, Гостіліци — тут велися запеклі бої та з січня 1944 знаходився командний пункт командира Ленінградського фронту генерала Леоніда Говорова,
- Меморіал в урочищі Пульман біля братської могили,
- монумент партизанам та загиблим землякам в селі Лопухинка,
- пам'ятник захисникам ленінградського неба — смт Лебяж'є,
- захисникам Оранієнбаумського полацдарму — на місці колишнього села Єлизаветино (Єлизаветинське поселення паперової фабрики) біля річки Воронки, знищеним селам —
- селам Гатобужі (Готобужі) та Малі Гатобужі — на правому березі річки Воронки поблизу села Глобіци,
- селу Коровіно,
- селу Ломоносово,
- селу Лужки-Верхні,
- селу Лужки-Нижні,
- селу Лужки-Середні,
- селам Усть-Рудиця та Нижні Рудиці,
- селу Тентелєво,
- селу Тюнелєво та на пам'ять про подвиг політрука Суханова Івана Кузьмовича.

На території міста Ломоносова та Ломоносовського району існують 91 пам'ятне місце, на яких поховані 10721 людей, загиблих в часі оборони Оранієнбаумського плацдарму.